# Алпамысов, Абай Абдисаметович
Абай Абдисаметович Алпамысов (каз. Абай Әбдісәметұлы Алпамысов; род. 11 июня 1969, Алма-Ата, Казахская ССР) — генеральный секретарь НФБРК, экс-президент НФБРК и экс-заместитель акима Кызылординской области.

## Образование
В 1993 году окончил Московский государственный университет имени М. В. Ломоносова, получив специальность «математик».
После этого Алпамысов окончил Казахский национальный университет имени аль-Фараби.

## Трудовая деятельность
- Младший научный сотрудник НИИ экономики и рыночных отношений Министерства экономики Республики Казахстан (1993—1994);
- Начальник отдела Государственного банка жилищного строительства Республики Казахстан (1994—1995);
- Начальник отдела, начальник управления, директор департамента, начальник Жезказганского областного управления, начальник управления КАБ «Туранбанк» (1995—1997);
- Финансовый директор ТОО «Казмет» (1997);
- Директор финансового департамента, директор представительства ННК «Казахойл» в гор. Атырау (1997—1999);
- Первый вице-президент АО «Узеньмунайгаз» (1999—2000);
- Советник президента ННК «Казахойл» (2000);
- Генеральный директор ТОО «Казахойл-Транс» (2000—2001);
- Советник президента ННК «Казахойл» (2001);
- Вице-президент ЗАО "Торговый дом «Казахстан темир жолы» (2003);
- Заместитель руководителя аппарата Счетного комитета по контролю за исполнением республиканского бюджета (2003—2005);
- Директор департамента политики управления государственными активами Министерства экономики и бюджетного планирования Республики Казахстан (апрель 2005 — июнь 2006);
- Член совета директоров АО «Фонд развития малого предпринимательства» (с сентября 2006);
- Председатель совета директоров АО «Государственная страховая корпорация по страхованию экспортных кредитов и инвестиций» (2006—2008);
- Член совета директоров АО «Международный аэропорт Астана» (2006—2007);
- Член совета директоров АО «Банк развития Казахстана» (октябрь 2006 — май 2007);
- Управляющий директор АО "Фонд устойчивого развития «Казына» (июнь 2006 — сентябрь 2007);
- Председатель правления АО «Kazyna Capital Management» (сентябрь 2007 — март 2012);
- Член биржевого совета АО «Казахстанская фондовая биржа» (с сентября 2010)
- Заместитель акима Кызылординской области (11 марта 2012 — февраль 2013)
- Заместитель генерального директора по экономическим вопросам ТОО «KMG Drilling&Services» (с июля 2013 года)[1]
- Президент НФБРК (16 мая 2013 — 20 февраля 2017).
- Генеральный секретарь НФБРК (с 20 февраля 2017).

## Награды и звания
- Служба в Советской Армии, СГВ (1987—1989).

## Семья
- Жена: Абдибаитова Алия Осмонкуловна
  - Дети: сыновья — Ануар (2000 г.р.), Амир (2004 г.р.), Арслан (2006 г.р.).